# Лонггольмен
59°19′16″ пн. ш. 18°01′40″ сх. д. / 59.321111111111° пн. ш. 18.027777777778° сх. д.
Лонггольмен (швед. Långholmen) — острів між Седермальмом і Кунгсгольменом у центрі Стокгольма , Швеція. 
На острів можна потрапити через два мости; Польсундсбрун на сході та Лонггольмсбрун на заході. 
Лонггольмен є популярним місцем для прогулянок, пікніків і купання. 
Невеликі пляжі, розташовані прямо біля колишньої в’язниці, влітку зазвичай переповнені. 

## Історія
Långholmens spinnhus була жіночою в'язницею на Лонггольмені. 
В'язниця була заснована в 1649 році, коли був побудований Мальмгорден в Альставіку у Лонггольмені, і була закрита в 1825 році. 
Будівля стала державною власністю в 1724 році і використовувалася як прядильня. 
В 1825 році прядильня була перенесена до Норрмальму. 
Після переїзду на території почала працювати в’язниця Лонггольмен. 
В'язниця Лонггольмен була побудована в 1874—1880 роках як центральна в'язниця Швеції та була тимчасово закрита в 1972—1975 роках. З 1989 року в’язниця Лонгхольмен представляла собою 112-кімнатний готель і гостел, відремонтований в 2007-2008 роках. 

Лонггольмен спочатку був скелястим і безплідним. 
Він використовувався як тимчасовий військовий табір для солдатів, які служили на флоті шведської армії під час російсько-шведської війни (1788–1790). 

В 19 століття ув'язнені в'язниці наносили мул на острів, який витягали з навколишньої акваторії. 
Через кілька років родючий ґрунт перетворив значну частину острова на пишні сади з дещо екзотичною флорою, через інтродукцію різноманітного насіння, яке поширювалося торговельними кораблями, що проходили повз острів. 

Корабельня Молар — корабельня на південно-східній стороні Лонггольмена. 
Верф була заснована в 1680-х роках. 
Це була одна з найбільших верфей у Стокгольмі в першій половині 19 століття. У 
Моларварвет було кілька приватних власників, але тепер належить місту Стокгольм. 